# Gus
Gus ist ein englischsprachiger männlicher Vorname, der überwiegend in den USA vorkommt.

## Ursprung und Varianten
Der Name kann als Kurzform von August, Augustus, Auguste, Angus und Gustav(e) auftreten, bei griechischen Auswanderern auch als Diminutiv von Constantine.
Die Kurzform des niederländischen Vornamens Augustijn ist Guus.

## Verbreitung
Der Name ist in Deutschland nicht geläufig und wird sehr selten vergeben, in den letzten 10 Jahren weniger als zehn Mal. In der Schweiz tragen den Namen 4 Personen (Stand 2023). Dahingegen befindet sich der Name Gus in den Niederlanden seit 1930 stets in den Hitlisten. Von 1930 bis 2023 wurde er etwa 540 Mal bei der Namensvergabe berücksichtigt. In Belgien ist der Name seit dem Jahr 2004 im Aufwärtstrend und wird jährlich vergeben. Die beste Platzierung belegte er im Jahr 2022 mit Rang 218. Seine Vergabe ist auch in Frankreich, Dänemark und Schweden nachgewiesen.
In England und Wales taucht der Name seit Ende der 1990er Jahre immer wieder in den Top-1000 auf. Im Jahr 2023 belegte er Rang 910. Der Name Gus befand sich in den USA von 1880 bis 1900 in den Top-100. Und bis Ende der 1970er Jahre war er stets in den Top-1000, wobei seine Vergabe in diesem Zeitraum kontinuierlich zurückging. Auch in Irland kommt der Name seit 1964 alljährlich in den Vornamenscharts vor, er gilt aber als mäßig beliebt. In den anderen englischsprachigen Ländern Schottland, Nordirland und Kanada ist der Name zwar geläufig, er wird aber nur in einem eher geringen Umfang bei der Namenswahl berücksichtigt.

## Namensträger

### Personen
- Gus Aiken (Augustus Aiken; 1902–1973), US-amerikanischer Jazz-Trompeter und Kornettist des Blues und des New Orleans Jazz
- Gus Anton (Gustav Anton; * 1938), deutscher Dirigent, Komponist, Arrangeur und Musikverleger
- Gus Arnheim (1897–1955), US-amerikanischer Pianist, Komponist, Arrangeur und Bandleader des Swing und der Populären Musik
- Gus Arriola (1917–2008), US-amerikanischer Comiczeichner
- Gus Backus  (1937–2019), US-amerikanischer Musiker und Schlagersänger
- Gus Bilirakis (Gus Michael Bilirakis; * 1963), US-amerikanischer Politiker
- Gus Bivona (Gus Peter Bivona; 1915–1996), US-amerikanischer Jazz-Klarinettist, Altsaxophonist und Bandleader
- Gus Black (Anthony Penaloza), US-amerikanischer Singer-Songwriter/Produzent und Video-Regisseur aus Los Angeles.
- Gus Bodnar (August Bodnar; 1923–2005), kanadischer Eishockeyspieler und -trainer
- Gus Caesar (Gus Cassius Caesar; * 1966), ehemaliger englischer Fußballspieler
- Gus Cannon (1883–1979), US-amerikanischer Blues-Musiker
- Gus Chambers (1958–2008), britischer Punk- und Metal-Musiker
- Gus Clark (Gustave deClercq; 1913–1979), belgischer Jazzpianist, Arrangeur und Bandleader
- Gus Deloof (Auguste Deloof; 1909–1974), belgischer Jazztrompeter, Komponist, Arrangeur, Sänger und Bandleader der Swingära
- Gus Dudgeon (Angus Boyd Dudgeon; 1942–2002), britischer Musikproduzent (u. a. von Elton John)
- Gus Edson (1901–1966), US-amerikanischer Cartoonist, Comiczeichner und -autor
- Gus Forslund (Gustav Oliver Forslund; 1906–1962), von 1926 bis 1941 aktiver schwedisch-kanadischer Eishockeyspieler
- Gus G. alias Kostas Karamitroudis (* 1980), griechischer Heavy-Metal-Gitarrist
- Gus Greenbaum (Gustav Greenbaum; 1894–1958), US-amerikanischer Mobster
- Gus Grissom (Virgil Ivan Grissom; 1926–1967), US-amerikanischer Astronaut
- Gus Hall (1910–2000), US-amerikanischer Politiker
- Gus Hansen (* 1974), dänischer Pokerspieler
- Gus Haenschen (Walter Gustave Haenschen; 1889–1980), US-amerikanischer Musiker, Arrangeur, Komponist und Bandleader
- Gus Hutchison (* 1937), ehemaliger US-amerikanischer Autorennfahrer
- Gus Johnson (Musiker) (1913–2000), US-amerikanischer Schlagzeuger
- Gus Johnson (Basketballspieler) (1938–1987), US-amerikanischer Basketballspieler
- Gus Kahn (1886–1941), US-amerikanischer Musiker, Liedermacher und Textdichter
- Gus Kenworthy (Augustus Richard Kenworthy; * 1991), US-amerikanischer Freestyle-Skier
- Gus Lesnevich (1915–1964), US-amerikanischer Boxer und Weltmeister
- Gus Lewis (* 1993), US-amerikanischer Schauspieler
- Gus Macdonald, Baron Macdonald of Tradeston (Angus John Macdonald, Baron Macdonald of Tradeston; * 1940), britischer Journalist, Manager und Politiker
- Gus MacPherson (* 1968), ehemaliger schottischer Fußballspieler und aktueller Fußballtrainer
- Gus Meins (1893–1940), US-amerikanischer Filmregisseur
- Gus Mercurio (Augustino Eugenio Mercurio; 1928–2010), australischer Filmschauspieler und Boxer
- Gus Morschauser (1969–2016), kanadischer Eishockeytorwart mit österreichischen Wurzeln
- Gus Mortson (James Angus Gerald Mortson; 1925–2015), kanadischer Eishockeyspieler
- Gus O’Donnell, Baron O’Donnell (Augustine Thomas O’Donnell, Baron O’Donnell; * 1952), britischer Wirtschaftswissenschaftler, Diplomat und Regierungsbeamter
- Gus Pope (Augustus Russell Pope; 1898–1953), US-amerikanischer Diskuswerfer und Kugelstoßer
- Gus Puopolo (Agostino Puopolo; * 1948), ehemaliger australischer Hammerwerfer
- Gus Savage (Augustus Alexander Savage; 1925–2015), US-amerikanischer Politiker
- Gus Schilling (August Eugene Schilling; 1908–1957), US-amerikanischer Theater- und Filmschauspieler
- Gus Sonnenberg (Gustave Adolph Sonnenberg; 1898–1944), US-amerikanischer American-Football-Spieler und Wrestler
- Gus Van Sant (* 1952), US-amerikanischer Filmregisseur
- Gus Viseur (Joseph Gustave Viseur; 1915–1974), belgischer Musette-Akkordeonist im Gypsy-Jazz und Begleiter im französischen Chanson
- Gus Yatron (Constantine Yatron; 1927–2003), US-amerikanischer Politiker
- Gus Wallez (* ≈1930), französischer Jazzmusiker
- Gus Williams (Basketballspieler) (1953–2025), US-amerikanischer Basketballspieler

### Weitere
- Gus, ein Hauptcharakter des Computerspiels Final Fantasy II
- Gus (Eisbär) (1985–2013), Maskottchen des Central Park Zoo, New York
- Gustavo „Gus“ Fring, Charakter aus Breaking Bad und Better Call Saul
- Gus, ein Kaiserpinguin, aufgefunden am 1. November 2024 am Strand von Denmark, Australien

## Belege
1. ↑  Gus. In: Vornamen Weltweit. Matthias Grönert, abgerufen am 31. Januar 2025 (deutsch).
2. ↑  Gus. In: Behind the Name. Mike Campbell, abgerufen am 31. Januar 2025 (englisch).
3. 1 2  Gus. In: Baby-Vornamen. Baby Vornamen, abgerufen am 31. Januar 2025 (deutsch).
4. ↑  Popularity in England and Wales. In: Behind the Name. Mike Campbell, abgerufen am 31. Januar 2025 (englisch).
5. ↑  Popularity in the United States. In: Behind the Name. Mike Campbell, abgerufen am 31. Januar 2025 (englisch).